# Exochus frontellus
Exochus frontellus là một loài tò vò trong họ Ichneumonidae.